# تهذيب الأحكام

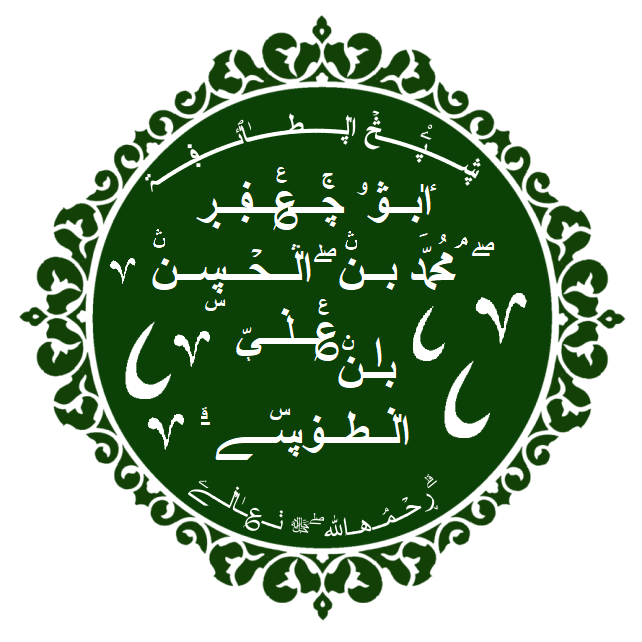
تخطيط اسم الشيخ الطوسي صاحب الكتاب.

«تَهْذِيْبُ الأَحْكَامِ فِيْ شَرْحِ المُقَنَّعَةِ للشَيْخِ المُفِيْدِ» المَشْهُوْرُ بإِسْمِ «التَهْذِيْبُ» ، ثَالِثِ كُتُبِ الشِيْعَةِ الأَرْبَعَةِ ، وَهُوَ مِنْ تَأَلِيْفِ «أبِيْ جَعْفَرٍ الطُوْسِّي» المَعْرُوْفِ «بِشَيْخِ الطَائِفَةِ» ، وَهُوَ أَحْدُ أبَرَزِ عُلَمَاءِ الشِيْعَة فِيْ القَرْنُ الخَامِسِ الهِجْرِيّ ، وَيُعْتَبَرُ هَذَا الكِتَاب وَاحِدًا مِنْ أَكْثَرِ المَجَامِيْعِ الرِوَائِيْةِ الشِيْعِيْةِ إِعْتِبَارًا.

## المؤلف
أبو جعفر محمد بن الحسن بن علي بن الحسن الطوسي (385 -460هـ / 995 - 1050 م) المعروف بشيخ الطائفة والشيخ الطوسي، من متكلمي ومحدثي ومفسري وفقهاء الشيعة في القرن الخامس قدم إلى العراق من خراسان في سن الثالثة والعشرين وتتلمذ على يد علماء الشيعة هناك كالمفيد والشريف المرتضى ، أسند إليه الخليفة العباسي كرسي كلام بغداد ، وعندما احترقت مكتبة شابور أثر هجوم طغرل بك اضطر للهجرة إلى النجف فأسس الحوزة هناك وأصبح مرجعاً وزعيماً للشيعة الإمامية بعد وفاة الشريف المرتضى ، وقد ألف العشرات من الكتب وأسس طريقة الاجتهاد المطلق وألف كتباً في الفقه والأصول
قالوا فيه:
- النجاشيّ : «جليلٌ من أصحابنا، ثقة عين».[2]
- ابن المطهرالحليّ :«صدوق عارف بالأخبار والرجال والفقه والأصول والكلام والأدب، وهو المهذِّب للعقائد في الأصول والفروع، والجامع لكمالات النفس في العلم والعمل.»[3]

## سبب التأليف والكلام فيه

### سبب التأليف
ذَكَرَ الطُوْسِّي فِيْ مُقَدْمَةِ الكِتَابِ سَبَبْ التَالِيْفِ، وهُوَ كالتَالِي:
«ذاكرني بعض الأصدقاء ممن وجب حقه علينا بأحاديث أصحابنا وما وقع فيها من الاختلاف والتباين والمنافاة والتضاد حتى لا يكاد يتفق خبر إلا وبإزائه ما يضاده، ولا يسلم حديث إلا وفي مقابلته ما ينافيه، حتى جعل مخالفونا ذلك من أعظم الطعون على مذهبنا وتطرقوا بذلك إلى إبطال معتقدنا وذكروا أنه لم يزل شيوخكم السلف والخلف يطعنون على مخالفيهم بالاختلاف الذين يدينون الله به ويشنعون عليهم بافتراق كلمتهم في الفروع، ويذكرون أن هذا مما لا يجوز أن يتعبد به الحكيم ولا أن يبيح العمل به العليم، وقد وجدناكم أشد اختلافاً من مخالفيكم وأكثر تبايناً من مباينيكم، ووجود هذا الاختلاف منكم مع اعتقادكم بطلان ذلك دليل على فساد الأصل...
فقصدت إلى عمل هذا الكتاب الذي يحتوي على الأخبار المختلفة والروايات المتعارضة وأبين الوجه فيها إما بتأويل أجمع بينها أو أذكر وجه الفساد فيها إما من ضعف أسنادها أو عمل العصابة بخلاف متضمنها...
و قد سألني أن أقصد إلى رسالة شيخنا أبي عبد الله الموسومة بالمقنعة.»

### تاريخ التأليف
- شَرَعَ بِكِتَابَتِهِ سَنَةَ 410هـ ، حَيْث كَانَ عُمْرَه 25 عَامًا.
- كَتَبَهُ قَبْلَ أنْ يَكْتب الإسْتِبْصَار.

### أُسْلُوْبُ التَألِيْفِ
- لَمْ يُشِرْ إلى بُحُوْثِ أُصُوْلِ العَقَائِدِ وَاقْتَصَرَ عَلَى بَيَانِ الفِرُوْعِ والأَحْكَامِ الشَرْعِيْةِ مِنْ أوْلِ الفِقْهِ إلى آخِرِهِ، ومِنْ كِتَابِ الطَهَارِةِ حَتَى الدِّيَاتِ.
- تَرْتِيْبِ العَنَاوِيْنِ بِحْسّبِ تَرْتِيْب عَناوِيْنِ المُقِنَّعةِ للشَيْخِ المُفِيْدِ.
- أَشَارَ إلى الرِوَايَاتِ المُتَعَارِضَةِؤ وبَيَّنَ وَجَّهَ الجَمْعِ أَو وَجَّهَ فَسَادِهَا مِنْ ضُعْفِ السَنَدِ أَو عَمَلُ الأَصْحَابِ عَلَى خِلَافِهَا.

### مَصَادِرُ الكِتَابِ
أسْتَفَادَ عِنْدَ كِتَابَتِهِ للكِتَابِ مِنْ مَكْتَبَتِيْنْ ضِخَام فِيْ بَغْدادِ، وكَانَتَا تَحْويَانِ الكُتُبَ المُعْتَبَرَةَ والنُسَخَ الأَصْلِيَةَ، وَهُمَا:
- مَكْتَبَةُ أُسْتَاذِهِ الشَرِيْفِ المُرْتَضَى التِيْ تَحْوِيّ 80 ألفَ كِتَابٍ.
- مَكْتَبَةُ شَاپُور وَهِيْ الأَكْبَرُ، وَقَدْ أُنْشِئَتْ لِأَجْلِ عُلَمَاءِ الشِيْعَةِ فِيْ مَنْطَقَةِ الكَرْخِ.

### عَدَدُ الأَحَادِيْثِ
- 13590 حَدِيْثًا[5]

### خَصَائِصُ الكِتَابِ
- يَحُوْي عَلَى جَمِيْعِ رِوَايَاتِ الأَحْكَامِ الشَرْعِيْةِ وَفِرُوْعَهَا.
- فِيْهِ مَا يَحْتَاجَهُ الفَقِيْهُ مِنَ الرِوَايَاتِ عِنْد الإسْتِنْبَاطِ.
- يَحْوِيّ بُحُوْثًا فِقْهِيْة، وَاسْتِدْلَالِيْة، وَأُصُوْلِيْة، وَرِجَالِيْة.
- الجَمْعُ بَيْنَ الأَخْبَارِ بِشَاهِد النَّقْلِ والإِعْتِبَارِ.

## البحوث التي أنجزت حوله
للكتاب مؤلفات كثيره حوله، منها:

### الشروح
- شرح محمد صاحب المدارك
- تذهيب الأكمام - نور الله التستري
- شرح أحمد بن إسماعيل الجزائري
- شرح عبد الله التستري
- شرح محمد بن حسن ابن الشهيد الثاني
- شرح عبد الله بن محمد تقي المجلسي
- معاهد التنبيه - محمد السبط
- مقصود الأنام - نعمة الله الجزائري
- غاية المرام - نعمة الله الجزائري
- شرح عبد الله بن محمد تقي المجلسي
- شرح محمد أمين الأسترآبادي
- شرح عبد اللطيف الجامعي تلميذ الشيخ البهائي
- احياء الأحاديث - محمد تقي المجلسي
- جحة الإسلام في شرح تهذيب الأحكام - محمد طاهر بن محمد حسين الشيرازي القمي
- شرح المدقق الشيرواني صهر المجلسي.
- ملاذ الأخيار - محمد باقر المجلسي[6]

### شرح المشيخة
- تنبيه الأريب وتذكرة اللبيب في إيضاح رجال التهذيب - هاشم البحراني
- تجريد أسانيد التهذيب - حسين البروجردي
- شرح مشيخة تهذيب الأحكام - حسن الموسوي الخرسان
- رسالة في أسانيد التهذيب - فخر الدين الطريحي[7]
- تصحيح الأسانيد - محمد الأردبيلي[8]

### الحواشي والتعليقات
- حاشية إسماعيل الخواجوئي.
- حاشية آغا باقر بن محمد أكمل البهبهاني.
- حاشية محمد باقر المجلسي.
- حاشية محمد بشير الگيلاني
- حاشية بعض المتأخرين عن عبد النبي الجزائري
- حاشية حسن صاحب المعالم
- حاشية سليمان الماحوزي.
- حاشية صلاح الدين بن علي أم الحديث.
- حاشية الميرزا عبد الله صاحب الرياض .
- حاشية عبد النبي بن سعد الجزائري.
- حاشية عزيز الله، أكبر أولاد المجلسي.
- حاشية الصدر علاء الملك المرعشي.
- حاشية زين الدين على أم الحديث.
- حاشية ماجد الجد حفصي.
- حاشية محمد بن الحسن سبط الشهيد
- حاشية محمد بن علي الاسترآبادي
- حاشية محمد على البلاغي
- حاشية نجم الدين الحسيني الجزائري.
- حاشية نور الله التستري[9][10]

### الفهارس
- فهرس تهذيب الأحكام - محمد جعفر
- فهرس تهذيب الأحكام عبد الله بن الحاج محمد البشروي التوني.

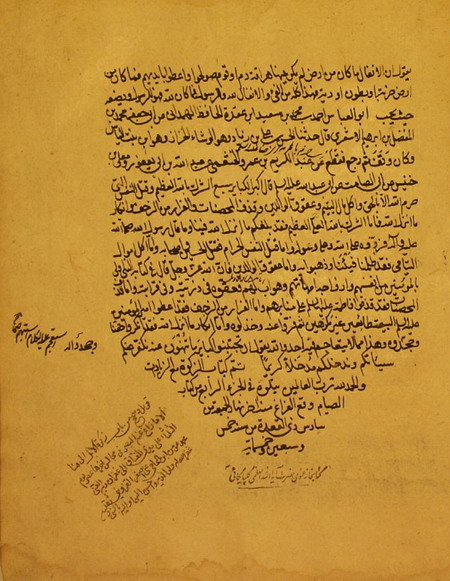
مخطوطة قديمة للكتاب.

## النسخ الخطية
- نسخة في مكتبة محمد صادق الصدر. وهي بخط أشرف بن محمد قاسم الشيرازي، ويعود تاريخها إلى سنة 1077 ه.
- وقد زين آخر هذه النسخة بخط والد الشيخ البهائي والشهيد الثاني.
- وقد كتبت هذه النسخة ـ بوسائط ـ طبقاً لنسخة بخط المؤلف.
- نسخة جميلة ومذهبة بخط شكر الله بن محمد الحسيني كتبت بتاريخ 1078 ه.
- نسخة في مكتبة محمد البغدادي ، كتبت بتاريخ 1074 ه ، بخط قاسم علي بن حسين علي البرارقي السبزواري.

## وصلات خارجية
قراءة الكتاب - شبكة رافد